# Svetišče Naše Gospe iz Bonarie
Svetišče Naše Gospe iz Bonarie, znano tudi kot Gospa poštenih vetrov, je marijanski naziv, povezan z Blaženo Devico Marijo kot zvezdo morja in zavetnico jadrnic. Poleg tega je najprej povezana z rimskokatoliškim svetiščem Blažene Device Marije v Cagliariju na Sardiniji (Italija).
Svetišče je del kompleksa stavb, ki vključuje baziliko Gospe iz Bonaria, svetišče Gospe iz Bonaria in samostan, v katerem so bratje reda Blažene Device Marije Usmiljenja. Bazilika in druge strukture so pod upravo Mercedarijancev, verskega reda, ki neprekinjeno nadzira skrb za svetišče od 17. oktobra 1335.
Marijo pod tem marijanskim naslovom pogosto upodabljajo z detetom Jezusom, skupaj z zlato jadrnico in svečo v desni roki, kličejo kot zavetnico Sardinije in tudi Buenos Airesa v Argentini, ki ji je znan privrženec tudi papež Frančišek.

## Zgodovina in tradicionalni zapis
25. marca 1370 je ladja, ki je prihajala iz Španije, potovala proti Italiji, ko jo je zajela strašna nevihta, ki je ogrozila življenja posadke in potnikov. Kapitan je v zadnjem poskusu, da bi rešil posadko ladje, ukazal mornarjem, naj vržejo ladijski tovor v morje. To je bilo storjeno, vendar brez pomoči mornarjev.
Znotraj ladijskega tovora je bil velik zaboj - tega so v morje vrgli nazadnje od vsega tovora. Nenadoma, ko je zaboj vstopil v vodo, je nevihta ponehala. Ladja, ki je poskušala ponovno pridobiti tovor, je nekaj časa sledila zaboju. Ker ga ni bilo mogoče vrniti, se je ladja vrnila na prvotno pot. Zaboj pa je nasedel na plaži ob vznožju hriba Bonaria (Sardinija).
Veliko ljudi je bilo na plaži, ko je zaboj prispel in so hiteli pogledat, kaj je. Poskušali so ga odpreti, a nikomur ni uspelo. Poskušali so ga dvigniti, a je bil vsak poskus zaman – škatla je bila pretežka. Nenadoma je otrok zavpil: »Pokličite enega od mercedarjev!« Bratje so prišli v naglici in brez težav dvignili težak zaboj ter ga odnesli v svojo cerkev.
V tišini in pobožnosti so bratje odprli zaboj in skupaj z vsemi prisotnimi videli vsebino. V tem zaboju je bil čudovit kip Blažene Device Marije z detetom naročju in v njeni desni roki prižgana sveča.

## Opis
Osvajanje Sardinije se je izkazalo za težje od pričakovanj za Alfonza in se je moral soočiti s sovražnikom v zelo težkih bitkah. Po podpisu miru je nadaljeval s krepitvijo že pripravljene obrambe na hribu Bonaria, dokler ni zgradil utrjene citadele, ki jo je princ želel opremiti s cerkvijo, postavljeno po zaslugi sv. Trojice in Device Marije, ki je bila najprej zaupana duhovniku, nato pa 17. oktobra 1335 redovnikom Mercedarijem, ki so jo poimenovali po Madonni della Mercede.
Ko se povzpne po širokem stopnišču, se znajde na velikem trgu, ki ga je zgradila občina Cagliari, pred fasado svetišča in bazilike. Zelo lep trg, izdelan iz značilnih kamnov številnih ulic in trgov na Sardiniji, razdeljen na kvadrate z dolgimi pasovi kamnitih plošč in z velikim grbom reda milosti v sredini.
Ob straneh trga stojita dva bronasta spomenika, delo kiparja Franca D'Asproja, postavljena ob prihodu Pavla VI., ki predstavljata ladjo, prepuščeno vetrovom, z grbom Mercede in Devica Bonaria, ki s svojo prisotnostjo pomirja srca svojih vernikov. Če pogledamo proti monumentalnemu kompleksu Bonaria, opazimo na levi strani pročelje samostana, poleg svetišča, ki meji na baziliko.
Pročelje samostana je precej preprosto, čeprav impozantno. »Pročelje (svetišča) ima štrlečo krivino, preddverje pa prekriva kapa, ki je kasnejša od cerkve. Nad vhodnimi vrati je luneta, v kateri je upodobljena Devica Bonarijska s čolnom v roki. Ustreza delu, ki je čaščen v glavnem oltarju, ob straneh pa grba Aragoncev.
Ta stara fasada svetišča je bila v celoti prenovljena med deli leta 1958 in je delo arhitekta. Gina Baldracchini iz Perugie. Narejena je bila iz klesanega apnenca in je zelo preprosta po zasnovi, z veliko rozeto v sredini, iz katere v notranjost prodira mehka, sproščujoča svetloba. Zelo lep je portal prihaja iz stare cerkve San Francesco v Stampacu. Na luneto je bil postavljen bronast kipec Madone di Bonaria, delo rimskega kiparja Arnolfa Bellinija.
Bazilika Bonaria je danes največji krščanski tempelj na Sardiniji, njena gradnja pa je trajala več stoletij. Prvi kamen je bil položen 25. marca 1704. Dela so trajala dolgo in so jih ovirale težave vseh vrst, kot so pomanjkanje denarja, različne zlorabe, ki so jih zagrešili savojski vladarji, ki so rekvirirali denar, ki so ga verniki namenili za plačilo vojakom. Kasneje je prišlo do dokončne prekinitve, ko je bil v času subverzivnih zakonov rekviriran tudi samostan. Tempelj, čeprav nepopoln, je 25. aprila 1926 posvetil kardinal Bisleti in prejel naziv Male bazilike, ki ga je prijazno podelil papež Pij XI.
Vojna je baziliki povzročila veliko škodo, uničila je kupolo, del ladje ter vse freske in štukature, ki so jo krasile. S pogumom in voljo ter s pomočjo oblasti je bila bazilika prenovljena in dokončana.
V 1990-ih je velik obnovitveni projekt pomenil, da je bila hiša Maria di Bonaria popolnoma prenovljena; poznejši posegi, lahko bi rekli skoraj nenehni, omogočajo vernikom, da lahko praznujejo v urejenem in prijetnem okolju ter doživijo marijansko duhovnost tudi z uporabnostjo bogoslužnega prostora.
Po obnovah v 1950-ih je bilo svetišče vrnjeno v prvotne arhitekturne linije, to je v najčistejši katalonski gotski slog; zato je bilo treba odstraniti vsa prekrivanja, nastala skozi stoletja. Tudi ex-votos, ki so bili tam shranjeni, so bili vsi odstranjeni in postavljeni v nekatere sobe, kjer so čakali na dokončno ureditev.
Leta 1968 se je porodila zamisel o ustanovitvi majhnega muzeja, katerega namen je ohraniti pred uničenjem ta zaklad vere in ljudske pobožnosti, nakopičen v tako dolgem obdobju. Muzej je bil slovesno odprt julija 1968 ob poletnem festivalu Bonaria.
Znotraj hodnika ex-votov na koncu, na desni, najdemo široko dvokrako stopnišče, ki vodi do samostana mercedarjev. Na stenah stopnišča je jasno vidnih šest lesenih reliefov, izrezljanih z lepo pozlato, nedavno restavriranih, ki predstavljajo različne trenutke Madonninega pristanka ob vznožju hriba. Tu sta tudi dva velika škofovska grba mercedarskih prelatov.
Na sprednji steni, pred podestom za prvim stopniščem, je zelo lepo razpelo, gotovo španskega izvora.
Na koncu stopnišča se v vsej svoji lepoti prikaže Sala de Profundis, imenovana tako, ker so se redovniki, preden so vstopili v obednico, ustavili in molili za svoje pokojne brate. Ta soba, v središču katere je zelo graciozna kupola, je majhna umetniška galerija, polna slik Mercedarjevih subjektov, svetnikov itd... Tu je tudi skica spomenika Pavlu VI. in drugi umetniški predmeti.
Vrata zadaj pripeljejo do tako imenovanega kraljevega stanovanja, saj so tam bivali kralji, ko so prišli v Bonario ali podkralji, preden so prevzeli svojo funkcijo. Tudi nadškofje Cagliarija so pred slovesnim vstopom v škofijo prihajali (in še vedno prihajajo) v Bonario in bivajo v tem stanovanju. Te prostore že nekaj časa nekdo imenuje kar papeževo stanovanje, saj sta med obiskom svetišča tu bivala dva papeža Pavel VI. in Janez Pavel II.

## Etimologija
Ko so Katalonci v imenu aragonskega kralja in barcelonskega grofa leta 1324 osvojili Cagliari na Sardiniji od Pisanov, so ustanovili svoj sedež na vrhu hriba, ki je gledal na mesto. Hrib jim je bil znan kot Bon Ayre (ali Bonaria v sardinskem jeziku), saj ni imel neprijetnega vonja, ki prevladuje v starem mestu (območje gradu), ki meji na močvirje. Med obleganjem Cagliarija so Katalonci na vrhu hriba zgradili svetišče Devici Mariji. Leta 1335 je kralj Alfonz IV. Aragonski podaril cerkev Mercedarjevcem, ki so zgradili samostan, ki stoji še danes. V letih po tem je krožila zgodba, da je bil kip Device Marije izvlečen iz morja, potem ko je čudežno pomagal pomiriti nevihto v Sredozemskem morju. Kip so postavili v samostan.
Dve stoletji kasneje so španski pomorščaki, zlasti Andaluzijci, častili to podobo in pogosto klicali »poštene vetrove«, da bi jim pomagali pri navigaciji in preprečili brodolome. Kasneje so v Sevilji postavili svetišče Device iz Buen Aireja.
Glavno mesto Argentine, Buenos Aires, je njegov ustanovitelj kapitan Pedro de Mendoza poimenoval: Santa María del Buen Aire ('Sveta Marija poštenih vetrov'), ime, ki ga je izbral kaplan Mendozove odprave, privrženec Device iz Buen Aireja. Naselbino Mendoze je kmalu napadlo domorodno ljudstvo in je bila leta 1541 zapuščena.

## Kraljica zavetnica
Čaščenje Gospe iz Bonarie se je hitro razširila po otoku in Blažena Devica Marija je bila pod tem naslovom imenovana za zavetnico Sardinije, nato pa je kasneje skupaj s Sveto Trojico postala zavetnica Buenos Airesa v Argentini.

## Kanonično kronanje in časti
Baziliko Marije Bonarske je na praznik Marijinega rojstva leta 2008 obiskal papež Benedikt XVI. Ob tej slovesni priložnosti je papež podelil kanonično kronanje slavne podobe in svetišču podelil čast z zlato vrtnico.
Papež Frančišek je bil septembra 2013 na ponovnem apostolskem obisku na Sardiniji.